# Seznam planot v Sloveniji
Slovenija je gorata in alpska dežela. Visokogorski del Slovenije z višinami nad 1600 m nmv obsega 11 % ozemlja države. Z njimi so povezana tudi območja predalpskih hribovij. Približno petino ozemlja države obsegajo dinarske kraške planote, njihovo kamnito površje in podzemlje pa označujejo kraški pojavi. Na alpskih planotah (Pokljuka in Jelovica) so se ohranila visoka barja, ki se postopoma krčijo. Planote v Sloveniji dobijo največ padavin poleg goratega severozahoda, ob planote namreč trčijo tople zračne morske mase, ki potujejo proti gorskim pregradam Julijskih Alp in visokih dinarskih planot.
- Banjška planota (Banjšice)
- Bloška planota (Bloke), tudi Bloško-Potočanska planota ali bloško-rakitniška planota
- Črnovrška planota (Črni Vrh nad Idrijo)
- Dleskovška planota (Veža)
- Doberdobska planota (Slovenija/Italija)
- Dobroveljska planota (Dobrovlje)
- Drežniška planota
- Golte
- Gora (planota)
- Hrušica
- Jelovica
- Kalce (planota)
- Kočevski rog
- Komna
- Kras (Slovenija / Italija)
- Kriški podi (visokogorska planota)
- Krvavec/Gospinec/Gospinca?
- Ledinska planota (Ledine)
- Logaška planota/ravnik
- Lokovška planota
  - Čepovanska planota (Čepovanski dol)
- Mala gora pri Čavnu
- Menina planina
- Menišija
- Mežakla
- Moravska planota
- Otavska planota
- Planota Pivka
- Podgorski kras
- Pohorje
- Pokljuka
- Pokojiška planota
- Polževo
- Ponikovska planota
- Potočanska planota (Loški potok)
- Racna gora
- Rakitenska planota (Rakitna...)
- Remšniško-Kapelska planota
- Slivna, planota (pri Litiji)
- Snežniška planota (Snežnik)
- Socerbska planota (Socerb)
- Šentviška planota
- Travna gora
- Trnovski gozd (Trnovska planota)
  - Trnovsko-Nanoška planota
  - Voglarska planota
  - Vojskarska planota
- Velika gora
- Velika planina
- Velo Polje in Malo polje, majhni visokogorski planoti v Julijcih
- Vidovska planota
- Vogel